# 259 a.C.
Il 259 a.C. (CCLIX a.C. in numeri romani) è un anno  del III secolo a.C.

## Eventi
- Prima Guerra Punica: I Romani occupano la Corsica e la Sardegna.

## Morti
- Timarco di Mileto, politico e militare greco antico